# Michael Kraft (Musiker)

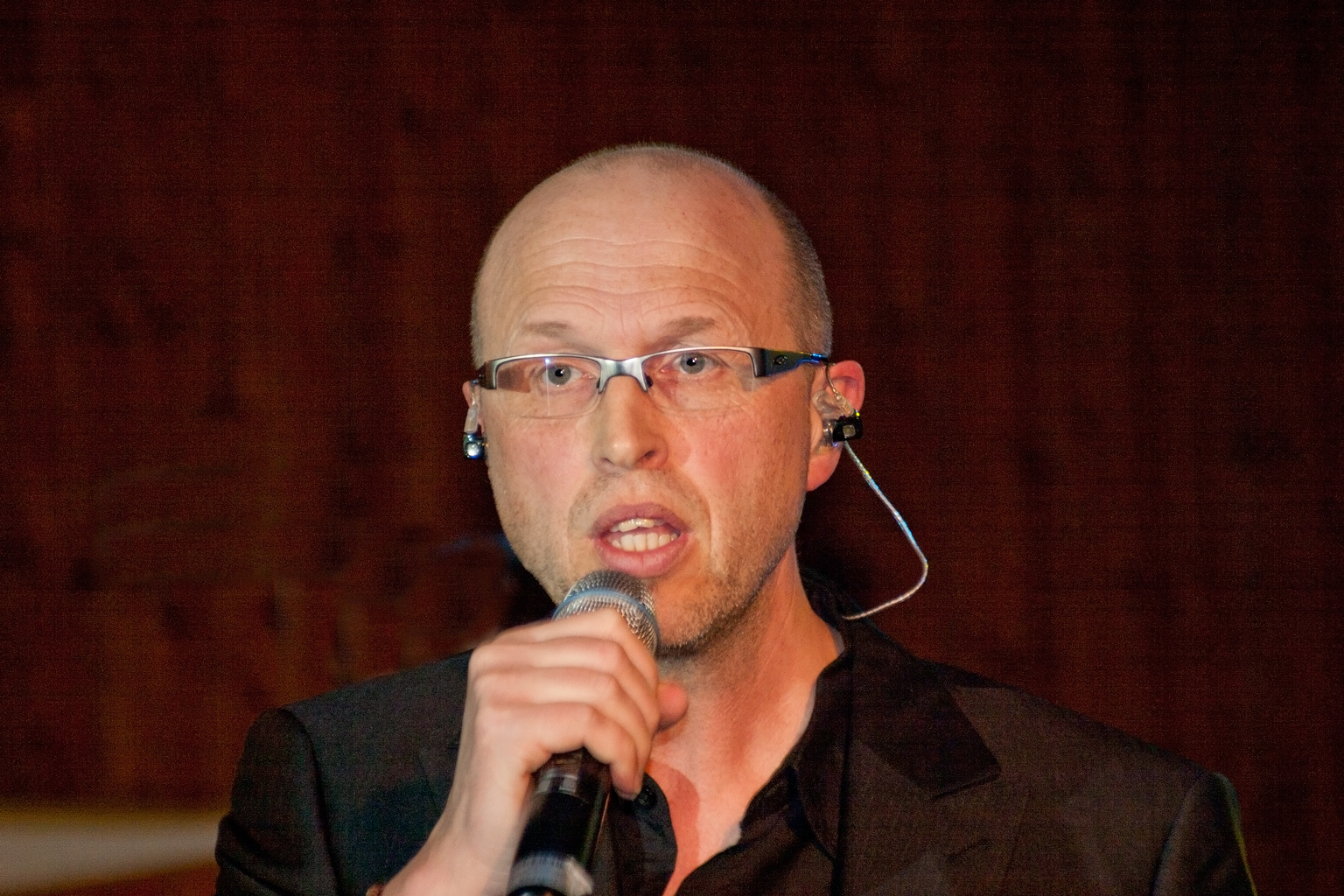
Michael Kraft

Michael Kraft (* 4. August 1962) ist ein deutscher Popsänger, Komponist und Musiker. 

## Leben
Der 1962 geborene Kraft wuchs in Glauberg Wetterau/Hessen auf. Früh entdeckte er seine Liebe zur Musik, spielte seit seinem achten Lebensjahr Akkordeon und Gitarre und gründete mit vierzehn Jahren seine erste Band. Wenig später begann er, eigene Titel zu komponieren. Bereits zur Zeit seiner Ausbildung im steuer- und wirtschaftsberatenden Beruf war Musik der Inbegriff seines Lebens.
Ende der 80er Jahre stand Michael Kraft gemeinsam mit seinem Bruder unter dem Bandnamen Kraft&Kraft mit „kraftvollen“ Eigenkompositionen vor großem Publikum erfolgreich auf der Bühne. Parallel zu den Konzerten begannen in dieser Zeit auch erste Studio-Aktivitäten. 1990 kam die Band Kraft&Kraft mit dem Titel Verlorenes Paradies unter die ersten 20 der deutschen Endausscheidung zum Eurovision Song Contest, weitere Single-Veröffentlichungen und viele Live-Auftritte folgten. Vom Covern von Rock- und Pop-Klassikern, verlagerte sich Michael Kraft nun mehr auf die Interpretation eigener Stücke. Aufgrund von beruflichen Verpflichtungen trennten sich die musikalischen Wege der beiden Brüder zum Ende der 1990er Jahre.
2004 veröffentlichte Michael Kraft als Solo-Musiker sein Debüt-Album KRAFT. Seine Titel Ich sage Danke und Kleiner Diamant erschienen in den Programmen deutscher Radiostationen. Durch Auftritte in Sendungen wie der Fernsehshow ZDF-Fernsehgarten vergrößerte Kraft seine Bekanntheit.
2009 veröffentlichte Michael Kraft mit Vollkraft sein zweites Solo-Album. Die CD wurde von den erfolgreichen deutschen Produzenten Hartmut Pfannmüller und Ulrich Pfannmüller, die bereits maßgeblich am Erfolg von Künstlern wie der The Kelly Family oder Wolfgang Ambros mitgewirkt hatten, produziert.  
Anfang 2010 lernte Kraft bei einem Konzertauftritt im hessischen Glauburg Kathy Kelly, Sängerin der Kelly Family, kennen. Diese führte mit ihm seinen Titel Engelsmensch auf. Der Erfolg des Auftritts führte zu einer Vertiefung der Zusammenarbeit zwischen Kraft und Kelly. Im September 2010 wurde von ihnen eine gemeinsame Version des Songs unter dem Titel Engelsmensch (angel love) veröffentlicht. Ebenfalls folgten im Herbst und Winter 2010 deutschlandweit gemeinsame Auftritte im Rahmen der Engelsmensch-Tournee.

## Diskografie

### Singles
- Verlorenes Paradies (1990, Titan-Records / Kraft)
- Kleiner Diamant (2004, Magic Minds Music)
- Ich sage Danke (2004, Magic Minds Music)
- Engelsmensch (2009, Sight N Sound / Koch Universal)
- Du hast die sternenklarsten Augen (2009, Sight N Sound / Koch Universal)
- Ich liebe dich (2009, Sight N Sound / Koch Universal)
- Engelsmensch (angel love), mit Kathy Kelly (2010, KM-Das Label)

### Alben
- KRAFT (2004, Magic Minds Music)
- Vollkraft (2009, Sight N Sound / Koch Universal)
- Engelsmensch (angel love) (2010, KM-Das Label)
- Herzenssonne (2011, KM-Das Label)